# Lily Venizelos
Lily Venizelos (en griego: Λίλυ Βενιζέλου; 10 de abril de 1933) es un conservacionista griego.
Fundó la ONG internacional MEDASSET (Asociación mediterránea para salvar a las tortugas marinas) en 1988 y continúa siendo su presidenta. Por sus esfuerzos para proteger y preservar las tortugas marinas en el mar Mediterráneo, Venizelos recibió varias distinciones, incluida su aparición en la Lista de Honor Global 500 del Programa de las Naciones Unidas para el Medio Ambiente (PNUMA) y la membresía de la Unión Internacional para la Conservación de la Naturaleza (UICN). Marine Turtle Specialist Group.

## Biografía
Venizelos creció principalmente en la isla de Hydra en la región de Ática. Desde temprana edad se interesó por la naturaleza. En 1974, Venizelos visitó por primera vez la bahía de Laganas en la isla de Zakynthos, que más tarde se convertiría en el parque nacional Marino de Zakynthos.
Venizelos está casada con Lefteris Venizelos. Viven en Atenas.

## Carrera profesional
La bahía de Laganas en la isla de Zacinto es el lugar de anidación más grande para la tortuga boba (Caretta caretta) en peligro de extinción en el Mediterráneo. Desde los años setenta y ochenta, las playas de anidación se vieron cada vez más amenazadas por el desarrollo turístico. Venizelos entonces comenzó a presionar al gobierno griego para que protegiera a las tortugas marinas, hasta que el parque nacional Marino de Zante se estableció en 1999 como el primer parque marino nacional en Grecia.
En 1987, un proyecto de desarrollo hotelero en la playa de İztuzu, en el suroeste de Turquía, amenazaba los lugares de reproducción de la tortuga boba. Varios conservacionistas, entre ellos June Haimoff, David Bellamy, Peter Günther, Nergis Yazgan, Lily Venizelos y Keith Corbett, lograron que se concediera una moratoria. Un año más tarde, el área fue declarada Área de Protección Ambiental Especial de Köyceğiz-Dalyan.
A partir de 1983, Venizelos fundó la Asociación Mediterránea para Salvar a las Tortugas Marinas (MEDASSET), establecida en el Reino Unido en 1988 y en Grecia en 1993. MEDASSET participa activamente en el estudio y conservación de las tortugas marinas y sus hábitats en el Mediterráneo. La ONG internacional se dedica a la investigación, la educación, el cabildeo y la sensibilización. Es socio del Convenio de Barcelona para la protección del Mar Mediterráneo y Miembro Observador Permanente del Convenio de Berna sobre la Conservación de la Vida Silvestre y los Hábitats Naturales Europeos, del Consejo de Europa. Como presidente de MEDASSET, Venizelos ha sido autor de publicaciones e informes, dictado conferencias internacionales, liderado campañas y coordinado proyectos.
Venizelos fue galardonada con The Global 500 - The Roll of Honor for Environmental Achievement del Programa de las Naciones Unidas para el Medio Ambiente (PNUMA) en 1987. En 2015, Venizelos recibió un Lifetime Achievement Award de la International Sea Turtle Society en reconocimiento a su trabajo para la conservación de las tortugas marinas. Venizelos es miembro del Grupo de especialistas en tortugas marinas de la Unión Internacional para la Conservación de la Naturaleza (UICN), que se considera "la autoridad mundial en tortugas marinas".
Venizelos fue consultor científico de la serie de televisión documental Universum para el episodio Grecia - El jardín de los dioses, que se emitió en 2005. 

## Selección de publicaciones
- Newbury, N., Khalil, M. y Venizelos, L. (2002). Estado de la población y conservación de las tortugas marinas en El-Mansouri, Líbano. Zoología en Oriente Medio, 27, 47-60.
- Venizelos, L. y Kasparek, M. (2006): Trionyx triunguis: La tortuga de agua salobre que también vive en el mar Mediterráneo. Documento de sesión. Conferencia: 26º Simposio Anual sobre Biología y Conservación de las Tortugas Marinas Volumen: Frick, M., A. Panagopoulou, A. Rees y K. Williams (eds).
- White, M., Haxhiu, I., Kararaj, E., Mitro, M., Petri, L., Saçdanaku, E., Trezhnjevna, B., Boura, L., Grimanis, K., Robinson, P., Y Venizelos, L. (2011). Monitoreo y conservación de importantes áreas de alimentación de tortugas marinas en el área de Patok de Albania 2008-2010: Informe final del proyecto.
- Venizelos, L., Papapavlou, K., Dunais, M. y Lagonika, C. (2005). Una revisión y revaluación de la investigación en algunos sitios de anidación de tortugas marinas del Mediterráneo no estudiados anteriormente, 1990-2001. Revista belga de zoología, 135, 271-277.